# Pont de Carouge
Der Pont de Carouge (deutsch: «Carouge-Brücke»), früher Pont Neuf und zuerst auch Pont de Napoléon genannt, ist eine Strassenbrücke über die Arve im Kanton Genf. Sie ist die älteste Brücke des Kantons und steht an einem der ältesten Flussübergänge der Region Genf.

## Lage
Das Bauwerk ist eine von vier Flussbrücken zwischen den Städten Genf und Carouge. Es steht 1,5 Kilometer südlich des Stadtzentrums von Genf nahe beim historischen Ortszentrum von Carouge an der alten Landstrasse nach Annecy und weiter nach Südfrankreich. Im neueren Strassensystem der Schweiz führt keine Hauptstrasse mehr über die Carouge-Brücke, sondern nur noch Gemeindestrassen. (Die Hauptstrassen von Genf zu den Gemeinden links der Arve überqueren die Arve unterhalb des Pont de Carouge auf der 1955 gebauten Brücke Pont des Acacias und der Brücke Pont de Saint-Georges von 1882.) Auf der rechten Flussseite der Arve läuft die Genfer Quartierstrasse Rue de Carouge und auf der linken Seite in Carouge die Rue du Pont Neuf sowie die Place de l’Octroi zum Flussübergang.
Die Brückenstelle liegt oberhalb des ehemals breiten Flussdeltas der Arve zur Rhone. Das weiter unten liegende Schwemmgebiet war bis zur Flusskorrektion im 19. Jahrhundert wegen der häufigen Hochwasser des Alpenflusses weniger gut zu überqueren.

## Geschichte
Im Flussabschnitt bei Carouge gab es seit dem frühen ersten Jahrhundert vor Christus, als die Landschaft südlich des Genfersees in die römische Provinz Gallia transalpina eingegliedert worden war, eine Brücke über die Arve. Der heutige Ortsname Carouge wird auf die antike Form Quadruvium zurückgeführt, die sich auf die Verzweigung der Strassen südlich des Arve-Übergangs bezieht.
Im Mittelalter war der Bischof von Genf im Besitz des Brückenzolls an der Arve. Archäologische Überreste einer Brücke aus dem 12. Jahrhundert wurden 2012 im Flussbett etwas oberhalb der Carouge-Brücke gefunden. Seit dem 14. Jahrhundert bildete die Arve die Grenze zwischen dem Herzogtum Savoyen und Genf. Die früheren Holzbrücken wurden in der Geschichte oft von Hochwasser oder bei Kriegsereignissen zerstört und danach durch neue Übergänge ersetzt. Nach einem besonders schweren Hochwasser der Arve im Jahr 1733 war der Fluss einige Zeit nur mit einer Fähre zu überqueren.
Die heute noch bestehende gemauerte Bogenbrücke mit zwei Flusspfeilern entstand von 1811 bis 1817 unter der Bauleitung des französischen Ingenieurs Nicolas Céard, des Oberbaumeisters des damaligen Département Léman, und wurde danach als Pont Neuf bezeichnet. Als die Region von Carouge 1816 aufgrund des Vertrags von Turin zum Kanton Genf kam, liess dessen Regierung die Brücke restaurieren. 1862 erhielt die Brücke eine breitere Fahrbahn, damit die Strecke der Genfer Strassenbahn darüber führen konnte; die Linie Genf–Carouge der Compagnie générale des omnibus de Genève war die erste Trambahn in der Schweiz. Heute führen die Linien 12 und 18 der Strassenbahn Genf über die Brücke.

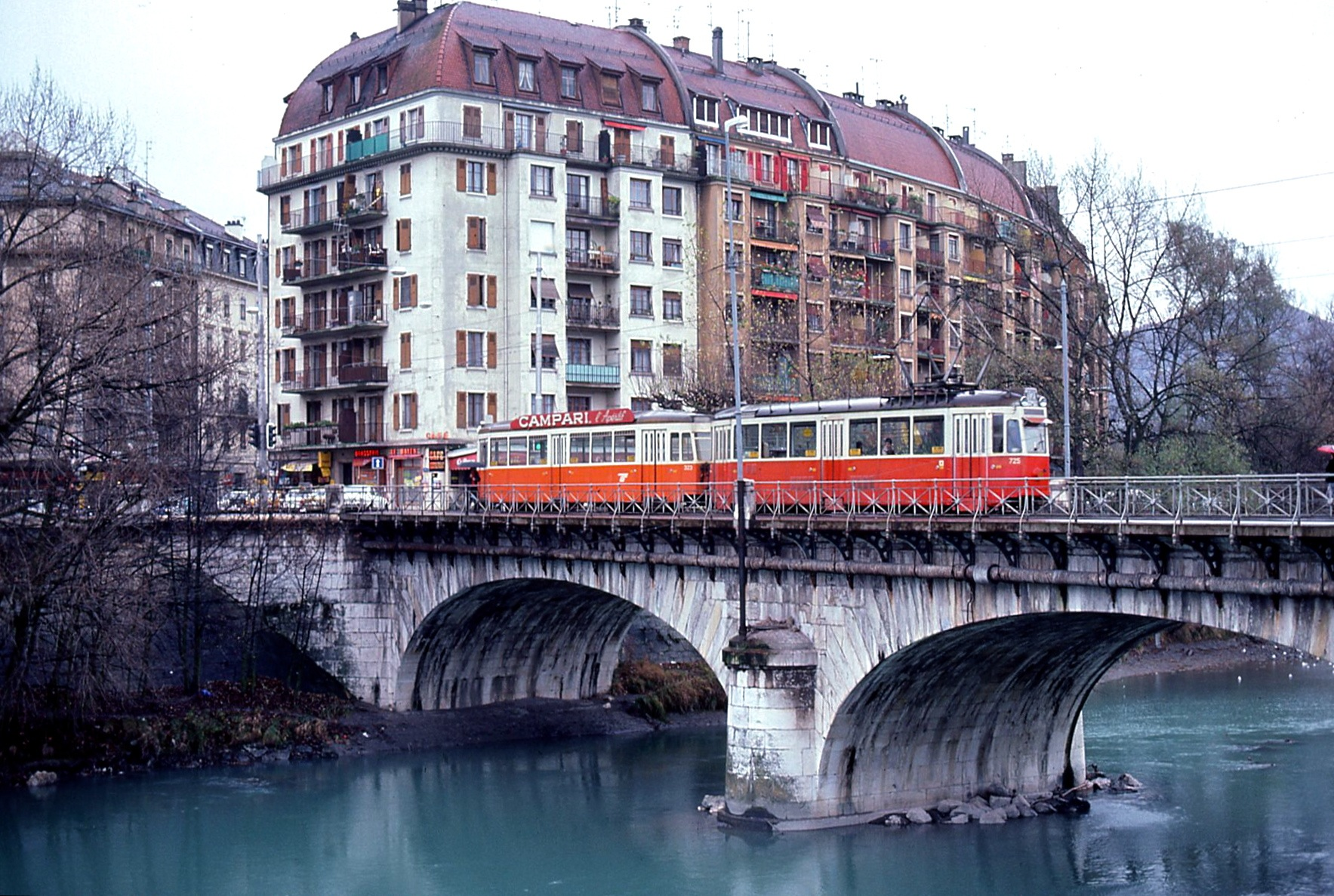
Trambahn auf dem Pont Neuf um 1980

1967 erhielt die Brücke Pont Neuf einen neuen Belag aus Asphalt. 1974 bzw. 1979 übernahmen die Städte Genf und Carouge vom Kanton Genf die Eigentumsrechte am Bauwerk, das 1981 offiziell den neuen Namen Pont de Carouge erhielt. 2016 restaurierten die Städte das Bauwerk.
Von 1935 bis 1970 bestand an der Brücke eine hydrologische Messstation.